# Vionise Pierre-Louis
Vionise Pierre-Louis, née le 17 octobre 1995 à Lake Worth (Floride), est une joueuse américano-haïtienne de basket-ball.

## Biographie
Née aux États-Unis de parents haïtiens, elle intègre à sa sortie du lycée de Boca Raton les Sooners de l'Oklahoma de 2014 à 2018 pour 144 rencontres en 44 titularisations dans le cinq de départ. Elle y a une brillante carrière où elle est avec Courtney Paris la seule joueuse à compiler au moins 1 300 points, 800 rebonds et 200 contres. Ses 221 contres et ses 56,2 % de réussite aux tirs sont les troisièmes meilleures performances de l'histoire de l'université.
Non draftée, elle est effectue le camp d'entraînement du Lynx du Minnesota au printemps 2018, mais n'est pas conservée par la franchise WNBA.
Elle se dirige par la suite vers le championnat espagnol. En 2018-2019, elle joue successivement pour IDK Gipuzkoa, Zamarat, puis Gérone, club avec lequel elle est devenue championne d’Espagne . Elle passe l'intégralité de la saison suivante en Espagne dans le club de Tenerife qui se classe huitième avec de statistique de 10,5 points à 50% aux tirs, 5,3 rebonds pour 12,8 d’évaluation en 20 minutes de jeu,. L'entraîneur de Charnay Matthieu Chauvet l'y remarque et la fait signer dans le championnat français pour la saison 2020-2021 : « Même si c’est une jeune joueuse, ce n’est pas une rookie. Je l’avais déjà repérée depuis un moment puisqu’on avait voulu la faire venir au moment où Mikaela Ruef se blesse. On est revenu à la charge et ça s’est fait naturellement ».

## Palmarès
- Championne d'Espagne 2019[4]

## Distinctions personnelles
- Meilleur sixième femme de la Big 12 (2016)[5]
- Deuxième meilleur cinq de la Big 12 (2017)[5]
- Meilleur cinq de la Big 12 (2018)[5]
- Meilleur cinq académique (2016, 2017, 2018) de la Big 12[2]